# Nik Mujanović
Nik Mujanović (ur. 14 października 2004) – słoweński siatkarz, reprezentant kraju, grający na pozycji atakującego. 
W 2023 roku o zakontraktowaniu Mujanovicia poinformował włoski klub Mint Vero Volley Monza, jednak zawodnik miał ważny kontrakt z Calcitem Kamnik, co uniemożliwiało mu grę dla włoskiego klubu. Sąd słoweński orzekł w tej sprawie na rzecz klubu z Kamnika. Ostatecznie jednak Mujanović został wpisany do rejestru zawodników Monzy, gdzie grał z numerem 8 na pozycji atakującego. W 2024 przeniósł się do klubu Paris Volley.
W 2024 został powołany do kadry na Igrzyska Olimpijskie w Paryżu.

## Sukcesy klubowe
Puchar Słowenii:
- 2021

MEVZA - Liga Środkowoeuropejska:
- 2023[8]
- 2021

Liga słoweńska:
- 2022[9], 2023[10]
- 2021

Puchar Challenge:
- 2024[11]

Liga włoska:
- 2024[12]

## Sukcesy reprezentacyjne
Mistrzostwa Europy:
- 2023[13]

### Udział siatkarza w pozostałych międzynarodowych turniejach w reprezentacji Słowenii
| Turniej                     | Miejsce      | Rok  |
| --------------------------- | ------------ | ---- |
| Mistrzostwa Europy U-17     | 13. miejsce  | 2019 |
| Mistrzostwa Europy Juniorów | 6. miejsce   | 2022 |
| Liga Narodów                | 7. miejsce   | 2023 |
| Igrzyska Olimpijskie        | 5-8. miejsce | 2024 |